# اندیس چشمه حافظ۱
چشمه حافظ۱ یک اندیس فلزی است که در حوالی شهر معلمان استان سمنان قرار دارد و مادهٔ معدنی موجود در آن، سرب و روی است.  